# شهرستان کوت
شهرستان کوت (به عربی: قضاء الکوت) یک شهرستان و منطقهٔ مسکونی در عراق است که در استان واسط واقع شده‌است.